# Val-de-Vie
Val-de-Vie est une commune française située dans le département du Calvados en région Normandie, peuplée de 509 habitants.
Elle est créée le 1er janvier 2016 par la fusion de quatre communes et prend le statut de Commune nouvelle. Les communes de La Brévière, La Chapelle-Haute-Grue, Sainte-Foy-de-Montgommery et Saint-Germain-de-Montgommery prennent le statut administratif de commune déléguée.

## Géographie

### Hydrographie
La commune est située dans le bassin Seine-Normandie. Elle est drainée par la Vie, la Monne, le ruisseau du Moulin de Lisores, le ruisseau du Moulin, la Vie, le fossé 01 des Roullères, le fossé 01 du Moulin Fontigny, le ruisseau des Champeaux, le fossé 01 de la Tou, le fossé 01 de la Cour Jardin, le ruisseau du Bois du Four et le ruisseau de la Redoutière,,.
La Vie, d'une longueur de 67 km, prend sa source dans la commune de Ménil-Hubert-en-Exmes et se jette  dans la Dives à Méry-Bissières-en-Auge, après avoir traversé 16 communes. 
La Monne, d'une longueur de 15 km, prend sa source dans la commune du Renouard et se jette  dans la Vie sur la commune, après avoir traversé cinq communes. 

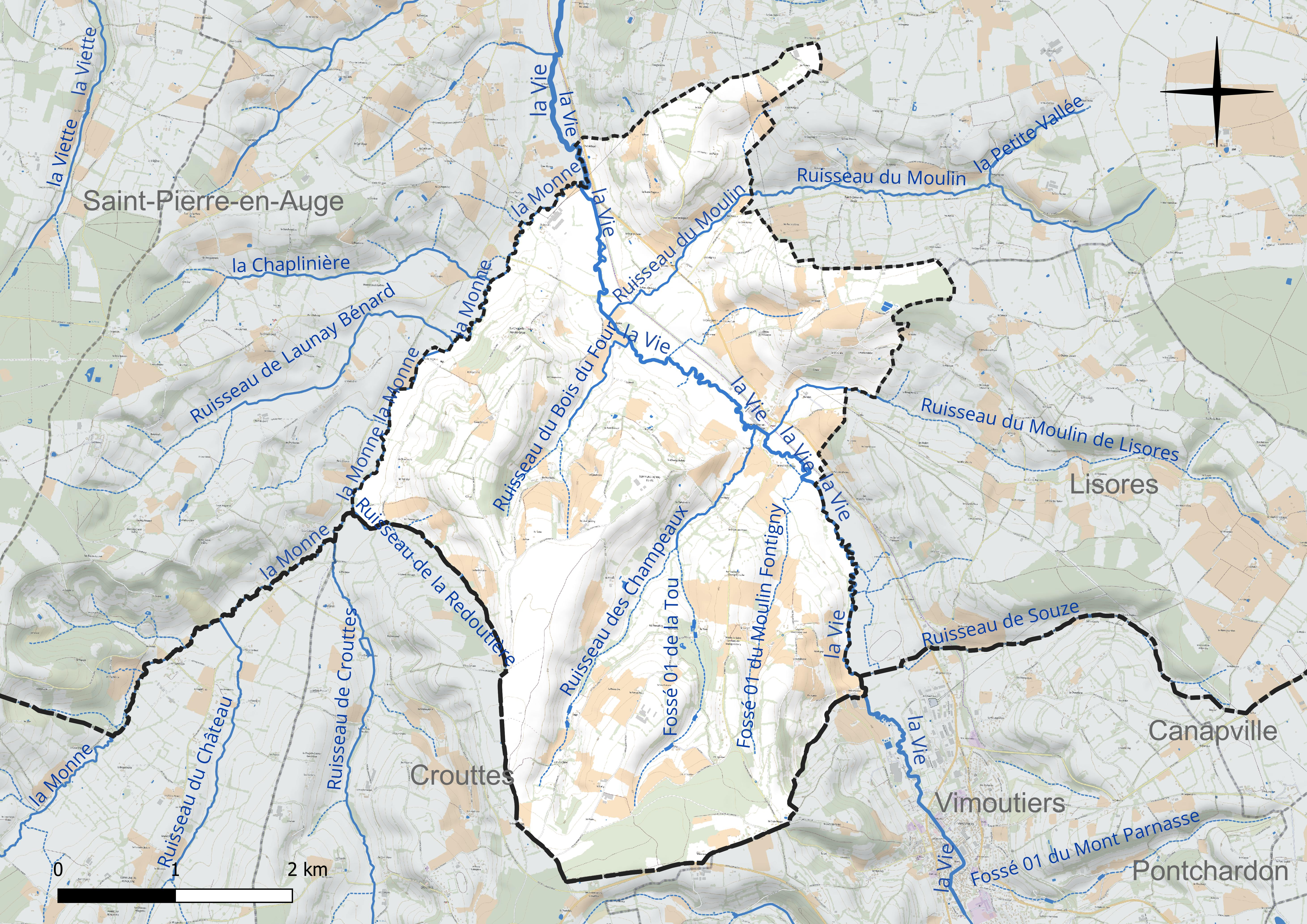
Réseau hydrographique de Val-de-Vie.

### Climat
Pour des articles plus généraux, voir Climat de la Normandie et Climat du Calvados.
En 2010, le climat de la commune est de type climat océanique altéré, selon une étude du CNRS s'appuyant sur une série de données couvrant la période 1971-2000. En 2020, Météo-France publie une typologie des climats de la France métropolitaine dans laquelle la commune est exposée à un climat océanique et est dans la région climatique  Normandie (Cotentin, Orne), caractérisée par une pluviométrie relativement élevée (850 mm/a) et un été frais (15,5 °C) et venté. Parallèlement le GIEC normand, un groupe régional d'experts sur le climat, différencie quant à lui, dans une étude de 2020, trois grands types de climats pour la région Normandie, nuancés à une échelle plus fine par les facteurs géographiques locaux. La commune est, selon ce zonage, exposée à un « climat contrasté des collines », correspondant au Pays d'Auge, Lieuvin et Roumois, moins directement soumis aux flux océaniques et connaissant toutefois des précipitations assez marquées en raison des reliefs collinaires qui favorisent leur formation.
Pour la période 1971-2000, la température annuelle moyenne est de 10,4 °C, avec  une amplitude thermique annuelle de 13,6 °C. Le cumul annuel moyen de précipitations est de 775 mm, avec 12 jours de précipitations en janvier et 8 jours en juillet. Pour la période 1991-2020, la température moyenne annuelle observée sur la station météorologique la plus proche, située sur la commune de Ticheville à 9 km à vol d'oiseau, est de 10,9 °C et le cumul annuel moyen de précipitations est de 826,1 mm,. Pour l'avenir, les paramètres climatiques de la commune estimés pour 2050 selon différents scénarios d'émission de gaz à effet de serre sont consultables sur un site dédié publié par Météo-France en novembre 2022.

## Urbanisme

### Typologie
Au 1er janvier 2024, Val-de-Vie est catégorisée commune rurale à habitat très dispersé, selon la nouvelle grille communale de densité à 7 niveaux définie par l'Insee en 2022.
Elle est située hors unité urbaine et hors attraction des villes,.

## Toponymie
Le nom de la commune fait référence au val de la Vie qui traverse son territoire.

## Histoire
La commune est créée le 1er janvier 2016 par un arrêté préfectoral du 22 décembre 2015, par la fusion de quatre communes, sous le régime juridique des communes nouvelles instauré par la loi no 2010-1563 du 16 décembre 2010 de réforme des collectivités territoriales. Les communes de La Brévière, La Chapelle-Haute-Grue, Sainte-Foy-de-Montgommery et Saint-Germain-de-Montgommery deviennent des communes déléguées et Sainte-Foy-de-Montgommery est le chef-lieu de la commune nouvelle.

## Politique et administration
| Période                                  | Période  | Identité               | Étiquette | Qualité |
| ---------------------------------------- | -------- | ---------------------- | --------- | ------- |
| 7 janvier 2016                           | En cours | Jean-Paul Saint-Martin |           |         |
| Les données manquantes sont à compléter. |          |                        |           |         |

| Nom                               | Code Insee | Intercommunalité      | Superficie (km2) | Population (dernière pop. légale) | Densité (hab./km2) |
| --------------------------------- | ---------- | --------------------- | ---------------- | --------------------------------- | ------------------ |
| Sainte-Foy-de-Montgommery (siège) | 14576      | CC du Pays de Livarot | 4,59             | 165 (2021)                        | 36                 |
| La Brévière                       | 14105      | CC du Pays de Livarot | 3,53             | 112 (2021)                        | 32                 |
| La Chapelle-Haute-Grue            | 14153      | CC du Pays de Livarot | 2,92             | 72 (2021)                         | 25                 |
| Saint-Germain-de-Montgommery      | 14583      | CC du Pays de Livarot | 8,13             | 163 (2021)                        | 20                 |

## Démographie
L'évolution du nombre d'habitants est connue à travers les recensements de la population effectués dans la commune depuis sa création.
En 2022, la commune comptait 509 habitants, en évolution de −7,12 % par rapport à 2016 (Calvados : +1,58 %, France hors Mayotte : +2,11 %).
| 2014 | 2019 | 2022 |
| ---- | ---- | ---- |
| 541  | 524  | 509  |